# Acalypha asterifolia
Acalypha asterifolia é uma espécie de flor do gênero Acalypha, pertencente à família Euphorbiaceae.